# Liste der brasilianischen Botschafter in St. Vincent und den Grenadinen
Der Botschafter residiert im Hotel Beaccombers-Kingstown in Kingstown.

## Botschafter
| Ernannt       | Name                                  | Bemerkungen                                                                                             | Mensagem Senado Federal | im Senat des Nationalkongress vorgestellt am | ernannt von                          | akkreditiert während der Regierung von | Posten verlassen |
| ------------- | ------------------------------------- | --- | ----------------------- | -------------------------------------------- | ------------------------------------ | -------------------------------------- | ---------------- |
| 11. Nov. 1980 | Amaury Bier                           | Amtssitz in Port of Spain ab 1985 in Bridgetown                                                         | MSF 306 de 1980         |                                              | João Baptista de Oliveira Figueiredo | Robert Milton Cato                     | 1990             |
| 6. Dez. 1995  | Henrique do Couto Lyra                | Amtssitz in Georgetown (Guyana)                                                                         | MSF 300 de 1995         |                                              | Fernando Henrique Cardoso            | James Fitz-Allen Mitchell              |                  |
| 11. März 2005 | Ney do Prado Dieguez                  | Amtssitz in Georgetown (Guyana)                                                                         | MSF 109 de 2002         | 19. Okt. 2004                                | Luiz Inácio Lula da Silva            | Ralph Gonsalves                        |                  |
| 30. Nov. 2009 | Renato Xavier                         | | MSF 177 de 2009         | 18. Nov. 2009                                | Luiz Inácio Lula da Silva            | Ralph Gonsalves                        |                  |
| 14. Mai 2012  | Michael Francis de Maya Monteiro Gepp | (* 22. Oktober 1944 in Rio de Janeiro) Sohn von Maria Elisa de Maya Monteiro Gepp und Alan Francis Gepp | MSF 11 de 2012          | 11. Apr. 2012                                | Dilma Rousseff                       | Ralph Gonsalves                        |                  |

Quelle: